# Сады и парки Воронежа
В Воронеже много садов, парков и скверов:

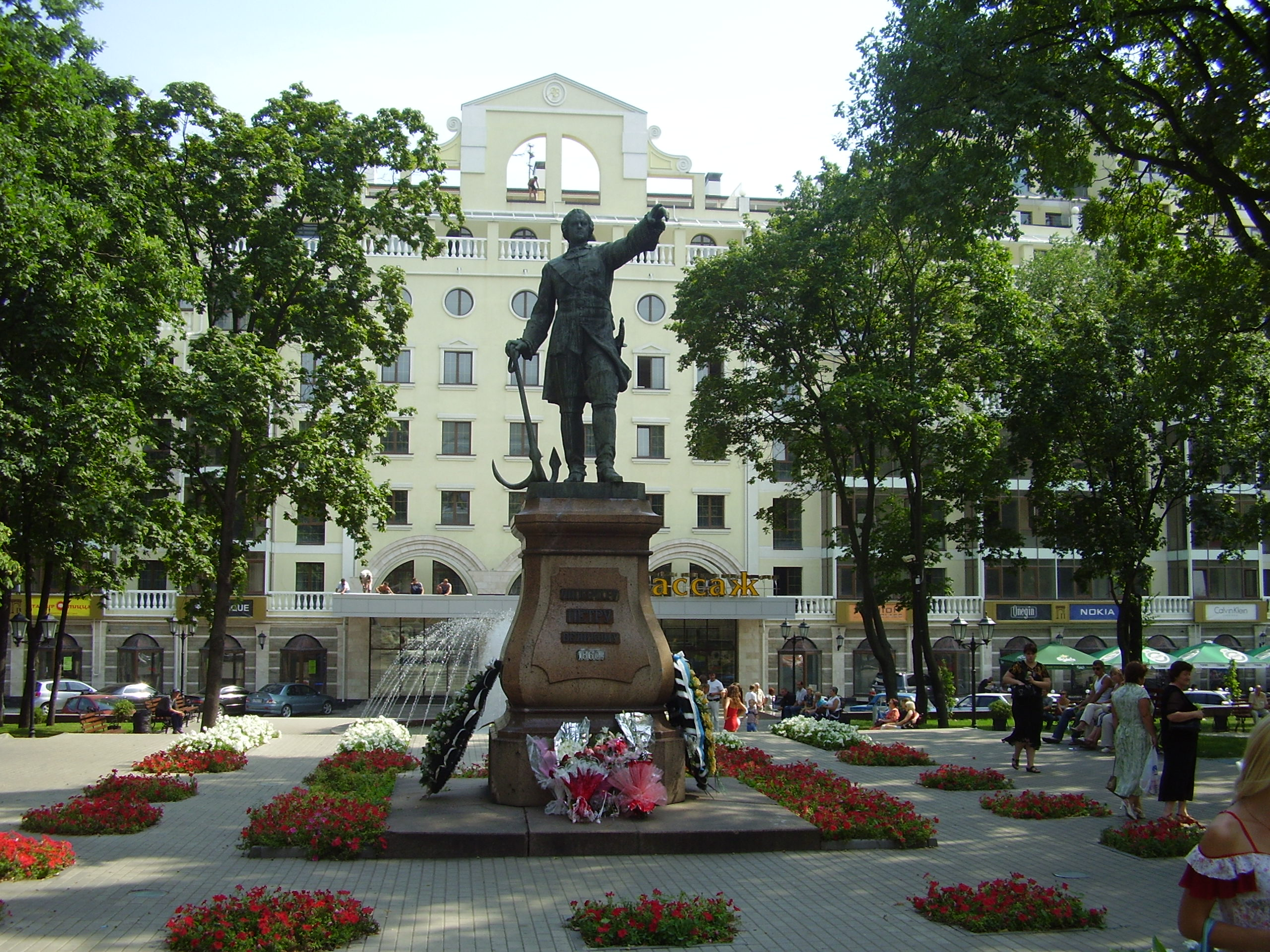
Воронеж, Петровский сквер. Памятник Петру I. Скульпторы Н. П. Гаврилов и Г. А. Шульц. 1956. Авторизованная реконструкция утраченного в 1942 году (скульптор А. Е. Шварц, архитектор А. А. Кюи — по замыслу Д. И. Гримма. 1860)

### Памятники природы регионального значения
- Кольцовский сквер (площадь Ленина)
- Петровский сквер (пересечение проспекта Революции и улицы Степана Разина)

Братская могила в Центральном парке

- Воронежский центральный парк (известен также как парк «Динамо» и парк Горького) (ул. Ленина, ул. Березовая Роща, ул. Ипподромная)[1]
- Ботанический сад имени Б. М. Козо-Полянского (пер. Тимирязева)
- Ботанический сад имени Б. А. Келлера
- Парк имени К. Д. Глинки
- Дендрологический парк ВГЛТУ (ул. Тимирязева, ул. Докучаева)
- Лесопарк НИИЛГиС (ул. Ломоносова)
- Северный сквер (ул. Мичурина, ул. Ломоносова)

### Памятники природы местного значения
- Парк «Дельфин» (ул. Остужева)
- Парк «Алые паруса» (Арзамасская ул.)[1]
- Парк «Танаис» (между ул. Южно-Моравской и ул. Олеко Дундича)
- Парк имени Дурова («парк живых и мёртвых»[2]) (ул. Ворошилова, 1д)[1]

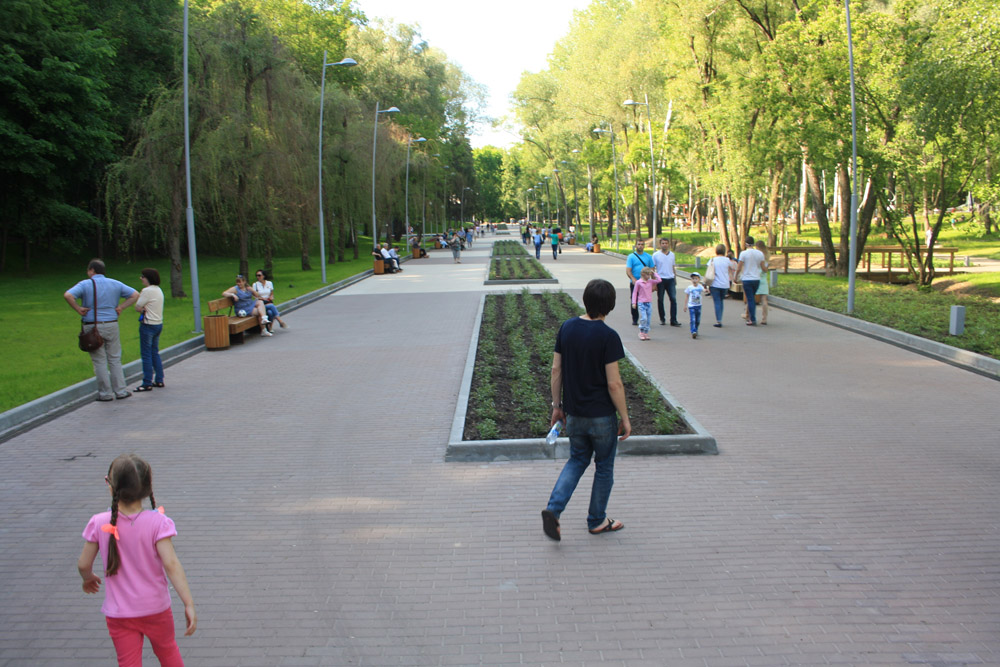
Реконструированный «Воронежский центральный парк» (Парк Динамо)

- Реконструированный «Воронежский центральный парк» (Парк Динамо)Сквер имени Бунина (ул. Плехановская, 7в)[1]

### Прочие
- Центральный детский парк «Орлёнок» (ул. Фридриха Энгельса)[1]
- Комсомольский сквер (пересечение ул. 9 января и ул. Кольцовской)[1]
- Парк Авиастроителей и Зоопарк (ул. Ленинградская)
- Пешеходный участок улицы Карла Маркса (от проспекта Революции до ул. Студенческая)
- Придаченская дамба (ул. Димитрова)
- Детский парк Советского района (ул. Домостроителей)
- Парк Патриотов (Ленинский проспект)[1]
- Парк Победы (между ул. Лизюкова и бул. Победы)
- Лесопарк СОК «Олимпик»
- Первомайский сад (пр-т Революции)
- Лесопарк Оптимистов (Юго-Западный р-он, прилегает к пр-ту Патриотов)
- Сквер завода имени Тельмана (ул. Б. Хмельницкого)
- Парк имени Шестрюка (ул. Ростовская)
- Сквер у ДК железнодорожников (угол улиц Комиссаржевской и Никитинской)
- Сквер у Дома офицеров (между ул. Энгельса и пр. Революции)
- Сквер у выезда с Вогрэсовского моста (Ленинский пр-т)
- Сквер у Лебединого озера (Ленинский проспект, 123д)[1]
- Парк «Южный» (ул. Новосибирская)
- Сквер Экологов (ул. Фридриха Энгельса, 48д)[1]
- Сквер «Надежда» (ул. Плехановская, 8д)[1]
- Аллея влюблённых (сквер на улице Орджоникидзе)[3]
- Есенинская аллея[4]
- Бринкманский сад (пересечение улиц Транспортной и Урицкого)
- IT-сквер (пересечение улицы Кирова и пер. Красноармейского) [5]

В 1701 году по указанию Петра I в Воронеж были привезены растения из Центральной и Западной Европы для создания «государева сада». Финансирование сада было государственным.
В 1844 году император Александр II распорядился создать в Воронеже «древесный питомник 3-го разряда» для развития цветоводства, садоводства и огородничества в России. На городских картах 1850 года питомник назывался Ботаническим садом. В нём выращивалось и испытывалось до 3500 видов, образцов и сортов. После 1918 года сад был передан Воронежскому государственному университету.
Во время Великой Отечественной войны Ботанический сад был уничтожен. В послевоенные годы сад был восстановлен. В 1969 году постановлением Правительства Ботанический сад ВГУ получил статус научно-исследовательского учреждения и памятника природы.
В 1990-е годы из-за недостаточного финансирования многие растения Ботанического сада были утрачены . В начале 2009 года завершается его восстановление.
Трагична судьба парка «Динамо». Парк был затоплен в результате двухнедельных дождей, подъём воды над поверхностью пешеходных дорожек составлял до полутора метров. После расчистки его от нанесенной грязи парк пришел в запустение. Предпринимались попытки отдать земли парка под строительство коттеджей, что вызвало возмущение горожан. В настоящее время проведена реконструкция парка.
В Первомайском саду сохранились клёны начала XX века.
Согласно действующему постановлению городского парламента от 29 апреля 1999 г. № 91-II к особо охраняемым озеленённым территориям города относятся территории, занятые памятниками природы и садово-паркового искусства, особо ценными породами деревьев. К особо ценным относятся:
- деревья всех пород, достигшие возраста 80 лет и не имеющие признаков заболевания или угнетения;
- независимо от возраста — каштан, дуб, ясень, клён остролистный, липа, лиственница, ель, сосна, кедр, плакучая ива, тополь пирамидальный, рябина, туя, пихта, можжевельник;
- экзотические, декоративные породы всех видов, разновидностей и форм деревьев.